# Anton Matthias Sprickmann

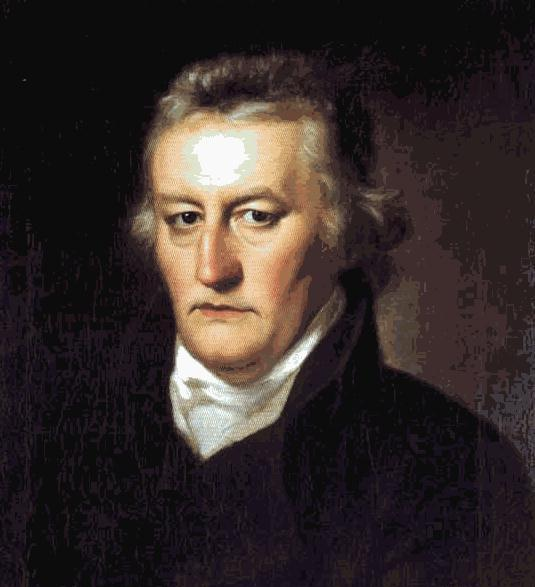
Anton Matthias Sprickmann

Anton Matthias Sprickmann (auch Anton Mathias Sprickmann; * 7. September 1749 in Münster; † 22. November 1833 ebenda) war ein deutscher Schriftsteller und Jurist.

## Leben
Anton Matthias Sprickmann wurde 1749 in Münster als Sohn des bischöflichen Leibmediziners Johann Christoph Sprickmann geboren. Seine Mutter war Anna Maria Theresia Pictorius, Tochter des münsterschen Baumeisters Gottfried Laurenz Pictorius.
Er besuchte das Gymnasium Paulinum, studierte von 1766 bis 1768 Jura an den Universitäten in Bonn und Göttingen und wurde 1769 an der Universität Harderwijk (Niederlande) zum Dr. iur promoviert.
Er heiratete Marianne Kerckerinck, Tochter des Domsekretärs Hermann Kerckerinck aus einer bürgerlichen Linie des Adelsgeschlechts Kerckerinck.
Nach deren Tod ehelichte er Maria Antoinetta Oistendorf, Tochter des Richters Theodor Hermann Oistendorf aus Wolbeck.
Sein Sohn Christoph Bernhard Sprickmann Kerkerinck (1776–1852) wurde ebenfalls Jurist und lehrte an der Universität Münster als Professor für Kriminalrecht (bis zu deren vorläufiger Schließung im Jahr 1818). Von ihm stammt die Familie Sprickmann Kerkerinck ab.

## Wirken als Jurist und Hochschullehrer
1770 ließ sich Sprickmann zunächst als Advokat in Münster nieder. Minister Franz von Fürstenberg setzte ihn bei seiner Verwaltungsreform im Hochstift Münster ein und beförderte ihn 1774 zum Regierungsrat. Auf dessen Initiative ging er wieder zurück nach Göttingen, um sich auf eine Laufbahn als Dozent in der von Fürstenberg initiierten Universität Münster vorzubereiten. Seine erfolgreiche Tätigkeit für die Regierung und als Fürstenbergs Sekretär am Reichskammergericht sicherten ihm dessen Gunst. Seit 1778/79 wirkte er u. a. als Professor für Geschichte und deutsches Staats- und Lehnsrecht an der Universität Münster. Unter preußischer Herrschaft war er seit 1803 Regierungsrat am Oberapellationssenat und seit 1811 unter französischer Herrschaft Tribunalrichter im Arrondissement Münster. 1814 folgte er einem Ruf der Universität Breslau auf den dortigen Lehrstuhl für Jura, 1817 wechselte er an die Universität Berlin und kehrte 1829 schwer erkrankt nach Münster zurück.

## Freimaurer und Freund Blüchers
Sprickmann war Gründer der münsterschen Freimaurerloge „Friedrich zu den drey Balken“. Bei seinem Studium in Göttingen hatte er die Freimaurerei kennengelernt und gründete am 1. Oktober 1778 die noch heute bestehende Loge. Hierbei lernte er Gebhard Leberecht von Blücher, den späteren Feldmarschall kennen, mit dem ihn zeitlebens eine enge Freundschaft verband. Blücher zog am 3. Juli 1802 (nach dem Frieden von Lunéville) als preußischer Generalleutnant mit seinen Truppen in Münster ein und war zeitweise auch Meister vom Stuhl der münsterschen Loge. Angeblich hegte Blücher für Sprickmann eine „große Vorliebe“ und nahm in der Neujahrsnacht 1814 dessen jüngsten Sohn (aus zweiter Ehe), den Lützower Jäger Hermann Sprickmann, mit über den Rhein zum Kampf gegen Napoleon I. Ursprünglich war Sprickmann in der Loge Zum goldenen Zirkel in Göttingen am 8. Mai 1776 aufgenommen worden, die ihn am 3. Februar 1779 ausschloss, weil er zu einer Loge der Strikten Observanz übertrat, nämlich zur Wetzlarer Freimaurerloge Wilhelm zu den drei Helmen unter dem Ordensnamen ab Imbre; er war damals für seine Herrschaft beim dortigen Reichskammergericht tätig. Mitglied der Wetzlarer Freimaurer waren auch andere bedeutende Persönlichkeiten, so der damalige Assessor und spätere Reformer Reichsfreiherr vom und zum Stein, mit dem Sprickmann sich anfreundete. Von 1788 bis 1799 war Sprickmanns Bruder, der Dombaumeister und Kanonikus Bernhard Sprickmann (1750–1810), ebenfalls Logenmeister in Münster. Später wandte Sprickmann sich von den Freimaurern ab. 1782 wurde er Mitglied des 1776 in Ingolstadt von Professor Adam Weishaupt gegründeten geheimen Illuminatenordens und Chef der Ordensfiliale Münster unter dem Namen Johann Huß.

## Schriftsteller
Sprickmanns Deutsche Reichs- und Rechtsgeschichte fand in der Fachwelt Beachtung. Das handgeschriebene Manuskript befindet sich in Sprickmanns Nachlass in der Handschriftenabteilung der Universitäts- und Landesbibliothek Münster. Es harrt noch der weitergehenden Bearbeitung und Veröffentlichung.
In seinem belletristischen Schaffen verfasste er ab etwa 1770 Bühnenstücke, die in dem von Fürstenberg gegründeten „Comödienhaus“ Münster aufgeführt wurden und gründete mit der „Literarischen Gesellschaft“ 1773 den ersten Dichterverein Westfalens. Seit 1776 stand er dem Göttinger Hain nahe, befreundete sich mit Klopstock, Gottfried August Bürger, Johann Heinrich Voß und Heinrich Christian Boie und verfasste auch Gedichte und Erzählungen, die ihn weit über Münster hinaus bekannt machten. Er wurde zu einem der „wildesten“ und bekanntesten Exponenten des Sturm und Drang. Sein schon 1770 in Wien preisgekröntes Lustspiel „Eulalia“ wurde auch von Goethe in Weimar inszeniert, den er verehrte und mit dem er sich anfreundete. Auf dem Höhepunkt seiner literarischen Karriere zog Sprickmann sich ab 1780 aus der literarischen Welt zurück und brach abrupt Kontakt mit auswärtigen Dichterfreunden ab.
Von Selbstzweifeln geplagt wurde er – auch insofern seinem Mentor Fürstenberg folgend – Mitglied des Münsterschen Kreises. Zusammen mit der Fürstin Gallitzin besuchte er Goethe im September 1785 in Weimar. Goethe nannte ihn – und die anderen Besucher – „interessante Bekanntschaften“ (Brief an Knebel vom 18. November 1785). Goethe inszenierte auch Sprickmanns Lustspiel Der Schmuck am 30. April 1800 in Weimar. Noch 1827 bedankte Goethe sich schriftlich bei Sprickmann für überbrachte Grüße.
Im Alter förderte Sprickmann junge Schriftstellertalente, so war er zwischen 1812 und 1819 Freund und Förderer der nachmaligen Schriftstellerin Annette von Droste zu Hülshoff, deren Großvater und Vater 1782–1796 in dem seinem Haus benachbarten Stadthof ihren Wohnsitz hatten.
Ein Brief von Annette von Droste-Hülshoff an Anton Matthias Sprickmann aus dem Jahr 1819 wurde von Walter Benjamin in die Briefsammlung Deutsche Menschen aufgenommen.

## Nachleben
Nach Anton Matthias Sprickmann wurden in Münster „Sprickmannstraße“ und „Sprickmannplatz“ benannt, in Dortmund der „Sprickmannweg“. Die „Sprickmannstraße“ in Rheine trägt hingegen ihren Namen nach seinem Urenkel, dem Rheiner Bürgermeister Rudolph Sprickmann Kerkerinck (1848–1905); die „Sprickmann-Kerkerinck-Straße“ in Emmerich am Rhein nach seinem Enkel Amtsgerichtsrat Bernhard Sprickmann Kerkerinck (1837–1915). Beide Nachkommen hatten sich jeweils um ihre Kommunen verdient gemacht.

## Schriften
- Die natürliche Tochter, Lustspiel (1774)
- Die Wilddiebe, Operette (1774)
- Der Brauttag, Oper (1775)
- Der Geburtstag, Oper (1775)
- Eulalia, Trauerspiel (1777)
- Ida, Ballade (1777)
- Das Missverständnis, Drama (1778)
- Der Schmuck, Lustspiel (1780)
- Anton Mathias Sprickmann Lesebuch. Zusammengestellt und mit einem Nachwort von Walter Gödden und Jochen Grywatsch. (= Nylands Kleine Westfälische Bibliothek, Band 28). Aisthesis, Bielefeld 2011, ISBN 978-3-89528-844-9.